# پریانکا آرول موهان
پریانکا آرول موهان (به انگلیسی: Priyanka Arul Mohan) همچنین معروف به پریانکا موهان (زاده ۲۰ نوامبر ۱۹۹۴) یک هنرپیشه هندی است که بیشتر در فیلم‌های تامیل و تلوگو ظاهر می‌شود. از فیلم‌هایی که او در آن نقش داشته است، می‌توان از همیشه بی‌پروا و کاپیتان میلر نام برد.
پریانکا آرول موهان در ۲۰ نوامبر ۱۹۹۴ از پدری تامیلیایی و مادری کنادایی به دنیا آمد.